# A Merry Friggin' Christmas
Merry Friggin' Christmas este un  film american de Crăciun din 2014 regizat de Tristram Shapeero și scris de Phil Johnston. Rolurile principale sunt interpretate de actorii Robin Williams, Lauren Graham, Joel McHale, Wendi McLendon-Covey, Ryan Lee, Candice Bergen și Pierce Gagnon.
Filmul a fost lansat la 7 noiembrie 2014, fiind distribuit de Phase 4 Films.

## Prezentare
Boyd Mitchler și familia sa trebuie să petreacă Crăciunul cu familia sa înstrăinată de inadaptați. După ce își dă seama că a uitat acasă toate darurile pentru fiul său, Boyd pornește la drum cu tatăl său într-o încercare de a le recupera, având doar 8 ore înainte de răsărit.

## Distribuție
- Robin Williams ca Mitch
- Lauren Graham ca Luann Mitchler
- Joel McHale ca Boyd Mitchler
- Wendi McLendon-Covey ca Shauna
- Ryan Lee ca Rance
- Pierce Gagnon ca Douglas
- Candice Bergen ca Donna
- Oliver Platt ca Hobo Santa
- Amara Miller ca Pam
- Tim Heidecker ca Dave
- Amir Arison ca Farhad
- Bebe Wood ca  Vera
- Mark Proksch ca soldat Zblocki
- Lisa M. Barfield ca membru al bisericii
- Gene Jones ca Glen

## Producție
Filmările au început în aprilie 2013 în Atlanta, Georgia.

## Lansare
Filmul este programat a fi lansat la 7 noiembrie 2014 de către Phase 4 Films.